# Zlodějská stezka
Zlodějská stezka (německy Diebstraße) je historická komunikace nacházející se převážně na území Mikulášovic. Vznikla ve středověku jako spojka a zkratka obchodních cest. Cestu, které vedla povětšinou přes polnosti a lesy, využívali také zloději, aby se vyhnuli oficiálním trasám (odtud název). Stezka začínala ve vsi Kopec (zde je v mapách uváděna také jako Pašerácká cesta), odkud vedla podél Severáku (436 m) a Radaru (509 m) na Hraniční vrch (522 m). Zde křižovala Hinterhermsdorfskou cestu a pokračovala západním směrem podél Hůrky (493 m) na úpatí Tanečnice (599 m), kde se napojovala na obchodní cestu vedoucí z lipovského panství přes Mikulášovice a Tomášov až do přístavu Bad Schandau. Úsek mezi Hraničním vrchem a Tanečnicí je od roku 2011 součástí modře značené turistické stezky, po Zlodějské stezce je vedena také část zelené turistické trasy spojující Mikulášovice s Wachbergem (497 m).
Stezka je vedena ve vyšších partiích pásma vrchů Šluknovské pahorkatiny a v její bezprostřední blízkosti tak pramení řada potoků: Strážný potok, Räumichtbach, Údolní potok a Bílý potok, které patří k povodí Křinice, a dále přítoky Mikulášovického potoka, jako Hančperký potok nebo potoky dříve nazývané Schäferwasser a Itschenbach. V úseku patřícím k povodí Strážného potoka je podložní lužický granodiorit prostoupen žílou křemene (obohacenou limonitem), doleritu, bazanitu a fonotefritu.